# Stellawoten
Stellawoten (Stellaquo).- "People of the Stilla", stilla je mjesto gdje se sataju Endako (Enda) i Stellako (Stilla), ' where two rivers meet '/ Stellat’en, Banda Carrier Indijanaca, porijeklom od Natliwotena, čiji se teritorij prostirao na 7.000 četvornih kilometara uz rijeke i potoke Nadleh Bun, Neda Bun, Stellako, Endako, Tanjis Bun, Eda Tesli, Anzus Bun, Dukai Cho Bun, Tsintsun Bet i Tandai, Britanska Kolumbija, Kanada.
Stellat'en su ribarski narod, koji se još bavi lovom na losose, kao njihovom tradicionalnom hranom. U ribolovu se služe ogradama i ribarskim zamkama, a kreću se u kanuima od 'cottonwood'-drveta. Danas su nastanjeni na rezervatu Stellaquo (Stella) I.R. No. 1.

## Vanjske poveznice
- Foto galerija[neaktivna poveznica]
- Welcome to the Stellat'en First Nation  Arhivirana inačica izvorne stranice od 3. veljače 2006. (Wayback Machine)